# Ute Hasenauer
Ute Hasenauer (vollständiger Name: Ute Hasenauer-Ramirez; * 18. Juni 1967) ist eine ausgebildete Geigerin für Klassische Musik und Hochschullehrerin für Violine an der Hochschule für Musik und Tanz Köln. Seit 2004 leitet sie das dortige Nachwuchsprogramm Pre-College Cologne.

## Leben und Wirken
Bereits mit 10 Jahren wurde Hasenauer zusammen mit Frank Peter Zimmermann in einer bundesweit erstmaligen Sonderregelung an der Folkwang Musikhochschule in Essen als Jungstudentin zugelassen. Später studierte sie dort bei Valery Gradow sowie in Mannheim und Köln und absolvierte zahlreiche Meisterkurse bei renommierten Hochschullehrern. 1993 wurde sie als erste Frau in der Geschichte des Orchesters Konzertmeisterin im Symphonieorchester des Bayerischen Rundfunks in München und wurde anschließend bei den Bamberger Symphonikern und seit 1999 beim London Philharmonic Orchestra verpflichtet.
Darüber hinaus wirkte sie in zahlreichen Fernseh- und Rundfunkaufnahmen mit und trat seit frühester Kindheit mehrfach als Solistin mit diversen Orchestern auf und gab zahlreiche Sonatenabende im In- und Ausland. Darüber hinaus entstanden in dieser Zeit zahlreiche Fernseh- und Rundfunkaufnahmen bei in- und ausländischen Sendern.
Im Jahr 2000 erhielt Hasenauer eine Stelle als Lehrbeauftragte für das Fach Violine an der Otto-Friedrich-Universität Bamberg und folgte 2004 einem Ruf als Professorin an die Hochschule für Musik und Tanz nach Köln. Dort gründete und leitet sie aktuell das „Pre-College Cologne – Ausbildungszentrum für musikalisch Hochbegabte“ und steht als Prodekanin dem Fachbereich 2 vor.
Neben dem Instrumentalunterricht im Fach Violine und Jurytätigkeiten engagiert sie sich in zahlreichen Gremien zur Begabtenforschung und -förderung im Musikbereich und wurde 2004 zum Vorstandsmitglied von der European String Teacher´s Association (ESTA), Sektion Deutschland gewählt.
Ute Hasenauer ist verheiratet mit dem Violinisten Benjamin Ramirez, dem Bruder des Malers Rafael Ramírez und jüngsten Sohn des Bildenden Künstlers Antonio Máro aus dem belgischen Hauset.